# Jain (artiest)
Jain (Toulouse, 7 februari 1992) is een Franse zangeres.
Een groot deel van haar jeugd leefde zij buiten Frankrijk. Ze leerde in het Midden-Oosten de tabla spelen. Vanaf haar dertiende woonde ze in Congo-Brazzaville, het land had een grote invloed op haar muzikale ontwikkeling. Toen ze 16 was schreef ze het lied Come, dat ze later op Myspace zette. In 2015 bracht ze haar eerste ep Hope uit.
Haar eerste album Zanaka verscheen op 6 november 2015. De eerste single daarvan, Come, behaalde de eerste plaats in de Franse en Spaanse hitlijst, de 5e plaats in Wallonië en de 8e in Polen. De tweede single, Makeba, is een ode aan Miriam Makeba en behaalde de 15e plaats in Frankrijk en de 27e in Wallonië. Voor het album kreeg ze een gouden plaat. Het album werd met een Victoire in de categorie Album Revelation bekroond. Op 25 november 2016 werd het album opnieuw uitgebracht, aangevuld met drie nummers en twee remixen van Come, waaronder een door Femi Kuti.
Tijdens haar optredens draagt ze meestal een zwarte jurk met een wit boord. Jain staat bekend om haar bijzonder gemonteerde videoclips waar erg veel tijd in zit. In de desbetreffende video's is de zangeres meerdere keren in één beeld zichtbaar. Er gebeuren in de clips allemaal dingen die eigenlijk niet mogelijk zijn zonder de hulp van videobewerking.

## Discografie

### Albums
- 2015: Zanaka
- 2018: Souldier

### Ep's
- 2015: Hope
- 2016: Come
- 2017: Zanaka

### Singles
- 2015: Come
- 2016: Makeba
- 2017: Heads Up
- 2018: Alright
- 2018: Star
- 2018: Souldier
- 2019: Gloria

- Bibliothèque nationale de France: cb16994680h (data)
- Gemeinsame Normdatei: 1084603535
- International Standard Name Identifier: 0000 0004 0721 2487
- MusicBrainz: 0e6dffeb-bda0-4eb1-9567-2ac9306a516d
- Virtual International Authority File: 11144782696228636461